# کالیونیموس
کالیونیموس (نام علمی: Callionymus) نام یک سرده از تیره بچه‌اژدهاماهیان است.